# Motor de bloque pequeño basado en LS de General Motors
"Motor LS" es el nombre coloquial dado al motor de gasolina V8 de bloque pequeño de 3ª y 4ª generación utilizado en los vehículos de General Motors. El nombre evolucionó a partir de la necesidad de diferenciar los bloques pequeños Gen 3 / Gen 4 de los bloques pequeños Gen 1 / Gen 2 originales lanzados en 1954, que comúnmente se conocen como "Small Block Chevrolets". El nombre "LS" se origina en el código RPO del motor del primer bloque pequeño Gen 3, el LS1, introducido en el Corvette de 1997. El término "motor LS" se usa para describir cualquier Chevrolet de bloque pequeño Gen 3 o Gen 4, incluidos aquellos que no incluyen específicamente "LS" como parte de su código RPO. A veces referido como un "LSx", con la "x" minúscula que representa una de las muchas variaciones de código RPO del motor, el término puede causar confusión ya que GM ahora vende un bloque de cilindros LS del mercado de accesorios llamado "LSX" con una "X" mayúscula. El código RPO original "LS1" todavía se usa a veces, si no de manera confusa, para describir toda la familia de motores Gen 3 / Gen 4.
Los motores LS eran un diseño modular de hoja limpia. La mayoría de los componentes intercambian entre estos motores Gen 3 y Gen 4. Los motores LS no comparten piezas intercambiables, excepto los cojinetes de bielas y los elevadores de válvulas con los motores Chevrolet De bloque pequeño Gen 1/2. Del mismo modo, mientras que los ingenieros de GM claramente se inspiraron en el diseño del motor LS al crear su bloque pequeño "LT" de 5ª generación en 2014, fue predominantemente un diseño nuevo. Casi no hay intercambio de piezas entre las familias LS y LT.
Todos los automóviles vendidos con motores LS estaban equipados con bloques de aluminio, mientras que la mayoría de los camiones recibieron bloques de hierro fundido. Los motores LS disfrutan de varias mejoras notables con respecto a las generaciones anteriores de bloques pequeños. La sección inferior del bloque incorpora faldones laterales profundos junto con tapas de cojinetes principales de 4 pernos y un cárter de aceite de aluminio fundido estructural. Casi todos los motores LS se fabricaron con culatas de aluminio de alto flujo de aire, incluso en aplicaciones de camiones. El diseño utiliza colectores de admisión de largo recorrido para mejorar el flujo de aire dentro del rango de funcionamiento de los motores. Estos colectores de admisión en seco omiten los conductos de refrigerante de generaciones anteriores para minimizar la absorción de calor en la carga de aire. Están hechos de un polímero de nylon ligero pero duradero. Se realizó una gran mejora en el sistema de encendido al renunciar al distribuidor accionado por árbol de levas de los primeros bloques pequeños en favor de las bobinas de encendido montadas en la cubierta de la válvula, una para cada cilindro. La sincronización de encendido LS es manejada por la ECU gracias a los sensores de posición del árbol de levas y del cigüeñal.
GM diseñó el LS como un motor de varilla de empuje, que fue una elección controvertida en ese momento. Fue visto como una decisión de baja tecnología de la vieja escuela que no podía competir con la estrategia de doble leva aérea (DOHC) de alta tecnología que Ford había adoptado. Sin embargo, GM tenía su justificación para ello y resultó ser un éxito sin precedentes. La elección mantuvo bajo el costo de los motores, lo que les permitió instalarse en una gran variedad de vehículos. La estrategia de levas en bloque mantuvo el tamaño externo del motor bajo en relación con el diseño DOHC, al tiempo que permitía desplazamientos de 7.0L (427ci) en forma de stock. Combinado con el potencial de flujo de aire de las culatas y colectores de admisión bien diseñados, este desplazamiento adicional permitió mayores salidas en un paquete externo más pequeño en relación con una configuración DOHC. La combinación de un tamaño de paquete pequeño, bajo costo y disponibilidad le ha valido a los motores LS un culto como el seguimiento entre los aficionados al intercambio de motores, donde a menudo se repiten eslóganes como "LS Swap the World". Esta popularidad ha estimulado un tremendo nivel de apoyo de la industria del mercado de accesorios automotriz y ha sido un fenómeno cultural a medida que las redes sociales han explotado con contenido LS de fuentes como Sloppy Mechanics y Richard Holdener. Los corredores de base ahora están persiguiendo los récords de "SBE" de la parte inferior del stock empujando el hardware de fábrica a más de 1500 hp y corriendo 7 segundos 1/4 millas a más de 170 incluso con 4.8L, el más pequeño de los desplazamientos LS de fábrica.
Gran parte del crédito por esta familia de motores debe ir a Ed Koerner, vicepresidente de operaciones de ingeniería de Powertrain de GM en ese momento. Era un veterano del diseño V8 y ex poseedor del récord de la National Hot Rod Association (NHRA) en carreras de arrastre. Koerner había sido el ingeniero jefe de todos los motores V8 de bloque pequeño de GM existentes y fue puesto a cargo del "totalmente nuevo" proyecto de desarrollo Gen III LS1 V8, que no compartiría partes con los motores anteriores. Los miembros del equipo de diseño incluyeron a Alan Hayman, Jim Mazzola, Ron Sperry, Bill Compton, Brian Kaminski, Jon Lewis, Stan Turek, Don Weiderhold y Dave Wandel.

## Generación III (1997–2007)
Las familias de motores GM Generación I y Generación II (LT) se derivan del V8 de bloque pequeño Chevrolet de larga data. El V8 de bloque pequeño de la Generación III fue un diseño de "hoja limpia", que reemplazó a las familias de motores Gen I y Gen II en 2002 y 1995 respectivamente.
Al igual que las dos generaciones anteriores, los bloques pequeños Buick y Oldsmobile, el Gen III / IV se puede encontrar en muchas marcas diferentes. Los bloques del motor fueron fundidos en aluminio para aplicaciones de automóviles y hierro para la mayoría de las aplicaciones de camiones (las excepciones notables incluyen el Chevrolet TrailBlazer SS, Chevrolet SSR y una serie limitada de Chevrolet / GMC Extended Cab Standard Box Trucks).
La arquitectura de la serie LS lo convierte en un bloque de motor extremadamente fuerte con los motores de aluminio siendo casi tan fuertes como los motores de hierro de generación I y II. El motor LS también utilizó el encendido de estilo bobina cerca del enchufe para reemplazar la configuración del distribuidor de todos los motores anteriores basados en bloques pequeños.
El patrón tradicional de culata pentagonal de cinco pernos fue reemplazado por un diseño cuadrado de cuatro pernos (al igual que el 64-90 Oldsmobile V8), y los pistones son de la variedad plana (en el LS1, LS2, LS3, LS6, LS7, LQ9 y L33), mientras que todas las demás variantes, incluido el nuevo motor de camión LS9 y LQ4, recibieron una versión discontinua del pistón hipereutéctico GM.
El orden de encendido del cilindro se cambió a 1-8-7-2-6-5-4-3 para que la serie LS ahora corresponda al patrón de disparo de otros motores V8 modernos (por ejemplo, el Ford Modular V8).

### Bloques de perforación de 3.898 pulgadas (1997–2005)
El primero de los Iii de la Generación III, el LS1 fue el progenitor del nuevo diseño arquitectónico que transformaría toda la línea V8 e influiría en el último de los Grandes Bloques.

#### 5.7L
Motor GM LS1 en un Chevrolet Camaro
Los motores De la Generación III 5.7L (LS1 y LS6) comparten poco más que cilindradas similares, dimensiones externas y rodamientos de varilla, con su predecesor (LT1). Es un motor de varilla de empuje totalmente de aluminio de 5,665 cc (5.7 L; 345.7 cu in) con un orificio y una carrera de 99 mm × 92 mm (3.898 en × 3.622 in). 

#### LS1

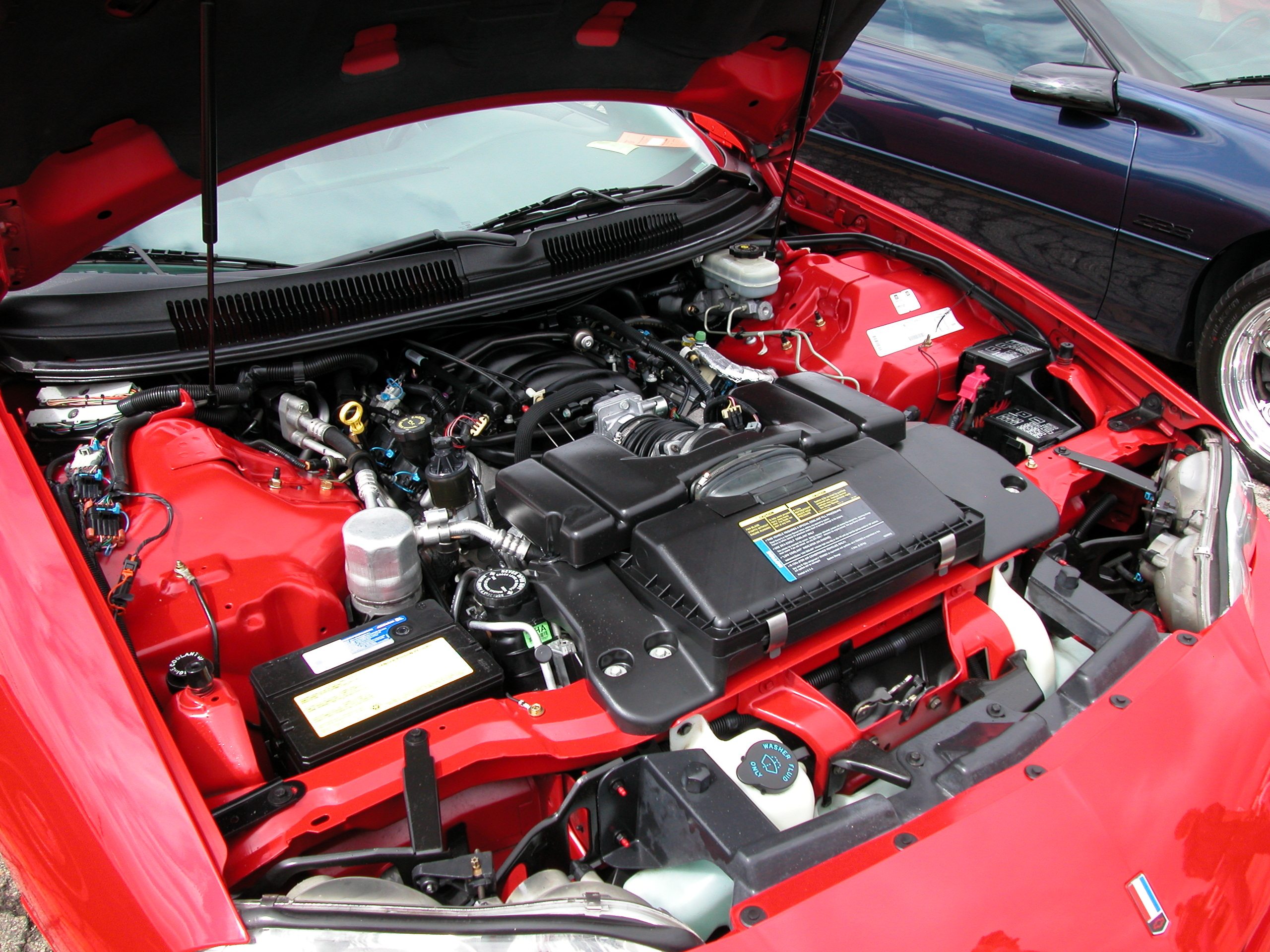
Motor LS1 en un Camaro

Cuando se introdujo en el Corvette de 1997, el LS1 tenía una potencia nominal de 345 hp (257 kW) a 5,600 rpm y 350 lb⋅ft (475 N⋅m) a 4,400 rpm. Después de las mejoras en los colectores de admisión y escape en 2001, la clasificación mejoró a 350 hp (261 kW) y 365 lb⋅ft (495 N⋅m).  El LS1 fue utilizado en el Corvette del 97 al 04. También se utilizó en 98-02 GM F-Body (Camaro & Firebird) coches con una clasificación de más de 305-345 hp (227-257 kW), que se rumoreaba que era conservador. Se afirmó que la potencia adicional provenía del efecto de ariete de admisión disponible en los modelos SS y WS6. En Australia, se realizaron modificaciones continuas al motor LS1 a lo largo de su vida útil, alcanzando los 362 hp / 350 ft-lb en la serie YII del HSV, y se instaló una versión modificada de Callaway llamada "C4B" a los modelos HSV GTS que producían 400 bhp (298 kW) y 376 lb⋅ft (510 N⋅m) de torque.  Aplicaciones:
| Años      | Modelo                             | Potencia                                                                   | Fuerza                                                                                         |
| --------- | ---------------------------------- | -------------------------------------------------------------------------- | ---------------------------------------------------------------------------------------------- |
| 1997–2004 | Chevrolet Corvette C5              | @ 5600 rpm345-350 caballos (257-261 kW)                                    | 350-365 pies·libra fuerza (475-495 N·m) @ 4400 rpm                                             |
| 1998–2002 | Pontiac Firebird Formula, Trans Am | 305-345 caballos (227-257 kW) @ 5600 rpm                                   | 335 pies·libra fuerza (454 N·m) @ 4400 rpm                                                     |
| 1998–2002 | Chevrolet Camaro Z28               | 305-310 caballos (227-231 kW) @ 5200 rpm                                   | 335-340 pies·libra fuerza (454-461 N·m) @ 4400 rpm                                             |
| 1998–2002 | Chevrolet Camaro SS                | 320-325 caballos (239-242 kW) @ 5200 rpm                                   | 345-350 pies·libra fuerza (468-475 N·m) @ 4400 rpm                                             |
| 2004      | Pontiac GTO                        | 350 caballos (261 kW) @ 5200 rpm                                           | 365 pies·libra fuerza (495 N·m) @ 4000 rpm                                                     |
| 2001–2004 | HSV GTO                            | 342-382 caballos (255-285 kW) @ 5600 rpm                                   | 350 pies·libra fuerza (475 N·m) @ 4400 rpm, 376 pies·libra fuerza (510 N·m) @ 4800 rpm         |
| 1999–2005 | Holden Statesman                   | 295 caballos (220 kW) @ 5000 rpm, 315-328 caballos (235-245 kW) @ 5200 rpm | 323-343 pies·libra fuerza (438-465 N·m) @ 4400 rpm, 339 pies·libra fuerza (460 N·m) @ 4000 rpm |
| 2001–2005 | Holden Monaro                      | 302-328 caballos (225-245 kW) @ 5200 rpm, 349 caballos (260 kW) @ 5600 rpm | 339-343 pies·libra fuerza (460-465 N·m) @ 4400 rpm, 347 pies·libra fuerza (470 N·m) @ 4000 rpm |

#### LS6

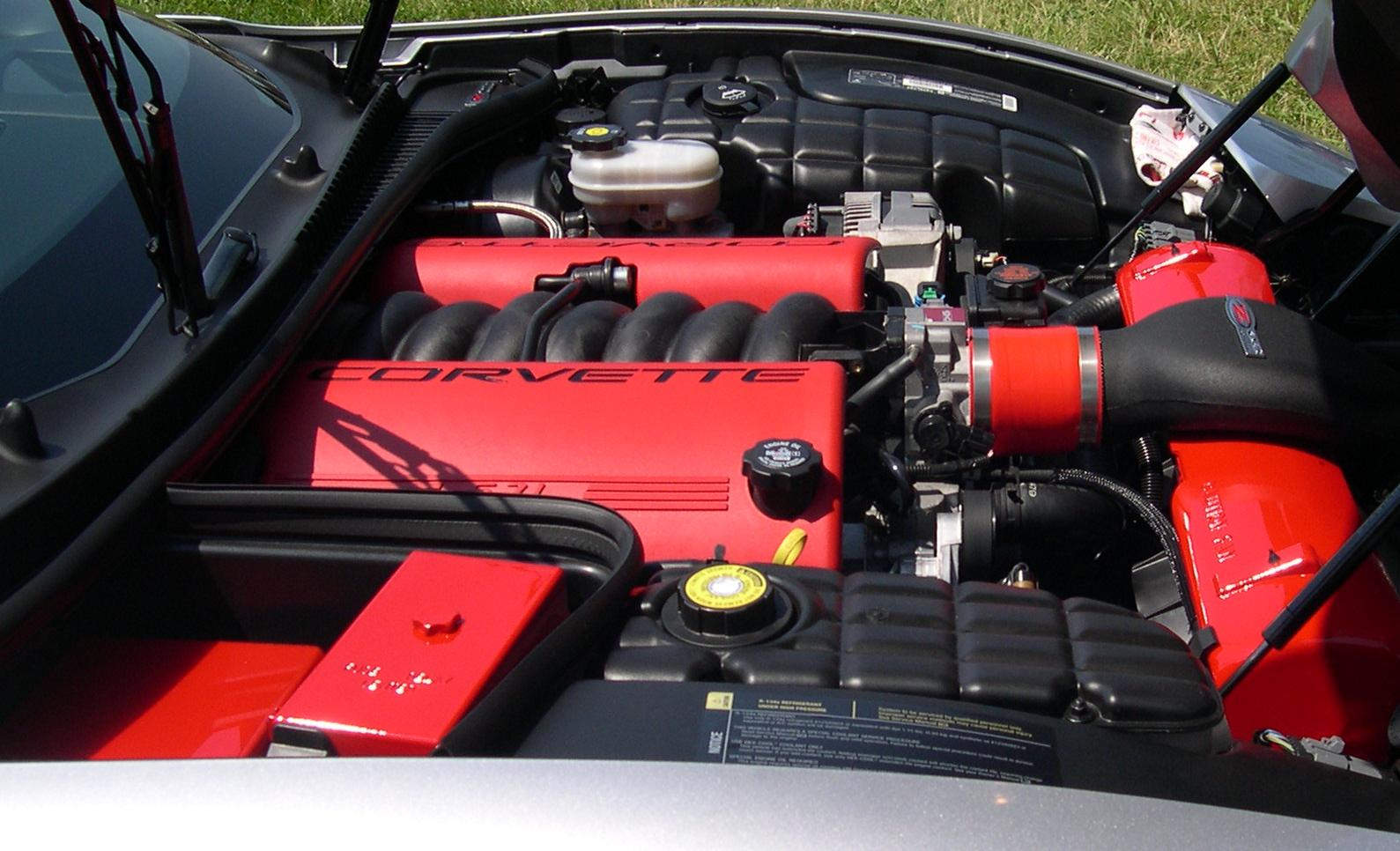
Motor LS6 en un Corvette Z06

El LS6 es una versión de mayor potencia del motor LS1 de GM y conserva la misma capacidad. El LS6 inicial de 2001 produjo 385 bhp (287 kW) y 385 lb⋅ft (522 N⋅m), pero el motor fue modificado para 2002 a 2004 para producir 405 bhp (302 kW) y 400 lb⋅ft (542 N⋅m) de torque. El LS6 originalmente solo se usaba en el modelo C5 Corvette Z06 de alto rendimiento, con el Cadillac CTS V-Series obteniendo el motor de 400 bhp (298 kW) más tarde. La serie V utilizó el LS6 durante dos años antes de ser reemplazado por el LS2 en 2006. Para 2006, el Z06 reemplazó al LS6 con el nuevo LS7. El LS6 comparte su arquitectura de bloque básica con el motor GM LS1, pero se realizaron otros cambios en el diseño, como ventanas fundidas en el bloque entre cilindros, resistencia mejorada de la banda principal y respiración de bahía a bahía, un colector de admisión y un sensor MAF con mayor capacidad de flujo, un árbol de levas con mayor elevación y más duración, una relación de compresión más alta de 10.5: 1, válvulas de escape llenas de sodio y un sistema de engrase revisado más adecuado para una alta aceleración lateral.  colectores de admisión LS6 también se utilizaron en todos los motores LS1/6 2001+. El número de fundición, ubicado en el borde posterior superior del bloque, es 12561168.
Aplicaciones:
| Año       | Modelo                    | Potencia                                 | Fuerza                                             |
| --------- | ------------------------- | ---------------------------------------- | -------------------------------------------------- |
| 2001–2004 | Chevrolet Corvette C5 Z06 | 385-405 caballos (287-302 kW) @ 6000 rpm | 385-400 pies·libra fuerza (522-542 N·m) @ 4800 rpm |
| 2004–2005 | Cadillac CTS V-Series     | 400 caballos (298 kW) @ 6000 rpm         | 395 pies·libra fuerza (536 N·m) @ 4800 rpm         |
| 2007      | SSC Ultimate Aero TT      | 1180 caballos (880 kW) @ 6950 rpm        | 1106 pies·libra fuerza (1500 N·m) @ 6150 rpm       |

### Bloques de perforación de 3,78 pulgadas (1999–2007)
El 4.8 L y el 5.3 L son motores de camión más pequeños que los LS1 y LS6. Fueron diseñados para reemplazar a los motores 305 y 350 en camiones y camionetas. Los motores 4.8L y 5.3L comparten el mismo diseño exterior de bloque de motor y cabezales, respecto a la serie Gen III LS (sobretodo en el extremo superior) y, por lo tanto, algunas partes son libremente intercambiables entre estos motores de camión y las variantes de la familia LS.

#### 4.8L LR4
El Vortec 4800 LR4 (código VIN "V") es un motor de camión V8 de bloque pequeño de Generación III. La cilindrada es de 4.806 cc (4,8 L; 293,3 pulgadas cúbicas) con un diámetro y carrera de 96 mm × 83 mm (3,78 pulgadas × 3,27 pulgadas). Es el más pequeño de los motores de camiones Vortec de Generación III y fue el reemplazo del 5.0 L 5000 L30. Los motores LR4 en 1999 produjeron 255 hp (190 kW), mientras que los modelos 2000 y superiores produjeron 270–285 hp (201–213 kW) y todos tienen una clasificación de torque entre 285–295 lb⋅ft (386–400 N⋅m), dependiendo del año del modelo y la aplicación. Los modelos 2005-2006 fabricaron 285 hp (213 kW) y 295 lb⋅ft (400 N⋅m), los LR4 se fabrican en St. Catharines, Ontario y Romulus, Michigan. Utiliza pistones de tapa plana.
Aplicaciones:
| Años      | Modelo                              | Potencia                           | Fuerza                                 |
| --------- | ----------------------------------- | ---------------------------------- | -------------------------------------- |
| 2000–2006 | Chevrolet Tahoe/GMC Yukón           | 270–285 CV (201–213 kW) @ 5200 rpm | 285–295 lb⋅ft (386–400 N⋅m) @ 4000 rpm |
| 2003–2007 | Chevrolet Silverado/GMC Sierra 1500 | 255–285 CV (190–213 kW) @ 5200 rpm | 285–295 lb⋅ft (386–400 N⋅m) @ 4000 rpm |
| 2003–2006 | Chevrolet Express/GMC Savana        | 275–285 CV (205–213 kW) @ 5200 rpm | 290–295 lb⋅ft (393–400 N⋅m) @ 4000 rpm |

#### 5.3 L
El Vortec 5300, o LM7/L59/LM4, es un motor de camión V8. Es una versión más larga de 9 mm (0,35 pulgadas) del Vortec 4800 y reemplazó al L31. L59 denotaba una versión de combustible flexible del motor LM7 de combustible estándar. La cilindrada es de 5.327 cc (5,3 L; 325,1 pulgadas cúbicas) desde un diámetro y carrera de 96 mm × 92 mm (3,78 pulgadas × 3,62 pulgadas). Los Vortec 5300 se construyen en St. Catharines, Ontario y Romulus, Michigan. Otra variante del motor, el L33, comparte la misma cilindrada, pero tiene un bloque de aluminio con camisas fundidas en las camisas de los cilindros, al igual que el LS1.

#### LM7
El Vortec 5300 LM7 (código VIN 8º dígito "T") se introdujo en 1999. La "variedad de jardín" Generation III V8 tiene un bloque de hierro fundido y cabezales de aluminio.
El motor LM7 de 1999 produjo 270 hp (201 kW) y 315 lb⋅ft (427 N⋅m) de torque.
Los motores 2000-2003 produjeron 285 hp (213 kW) y 325 lb⋅ft (441 N⋅m).
Los motores 2004-2007 produjeron 295 hp (220 kW) y 335 lb⋅ft (454 N⋅m) de torque.
Las especificaciones de la leva de serie @ .050 lift son: 190/191 duración, .466/.457 lift, 114 LSA, 112/116 Timing
Aplicaciones:
| Años      | Modelo                               | Potencia                | Fuerza                      |
| --------- | ------------------------------------ | ----------------------- | --------------------------- |
| 2002–2005 | Cadillac Escalade                    | 285–295 CV (213–220 kW) | 325–335 lb⋅ft (441–454 N⋅m) |
| 2002–2006 | Chevrolet Avalanche                  | 285–295 CV (213–220 kW) | 325–335 lb⋅ft (441–454 N⋅m) |
| 2003–2007 | Chevrolet Express/GMC Savana         | 285–295 CV (213–220 kW) | 325–335 lb⋅ft (441–454 N⋅m) |
| 1999–2007 | Chevrolet Silverado/GMC Sierra 1500  | 270–295 CV (201–220 kW) | 315–335 lb⋅ft (427–454 N⋅m) |
| 2000–2006 | Chevrolet Suburban/GMC Yukon XL 1500 | 285–295 CV (213–220 kW) | 325–335 lb⋅ft (441–454 N⋅m) |
| 2000–2006 | Chevrolet Tahoe/GMC Yukón            | 285–295 CV (213–220 kW) | 325–335 lb⋅ft (441–454 N⋅m) |

##### L59
El Vortec 5300 L59 (código VIN "Z") es una versión de combustible flexible del LM7. El 2002-2003 produjo 285 hp (213 kW) y 320 lb⋅ft (434 N⋅m), mientras que los L59 2004–2007 produjeron 295 hp (220 kW) y 335 lb⋅ft (454 N⋅m).
Aplicaciones:
| Años      | Modelo                                     | Potencia                | Fuerza                      |
| --------- | ------------------------------------------ | ----------------------- | --------------------------- |
| 2002–2006 | Chevrolet Suburban/GMC Yukon XL 1500       | 285–295 hp (213–220 kW) | 320–335 lb⋅ft (434–454 N⋅m) |
| 2002–2006 | Chevrolet Avalanche                        | 285–295 hp (213–220 kW) | 320–335 lb⋅ft (434–454 N⋅m) |
| 2002–2007 | Chevrolet Avalanche Z71 Package            | 285–295 hp (213–220 kW) | 320–335 lb⋅ft (434–454 N⋅m) |
| 2002–2007 | GMC Sierra 1500 / Chevrolet Silverado 1500 | 285–295 hp (213–220 kW) | 320–335 lb⋅ft (434–454 N⋅m) |

##### LM4
El Vortec 5300 LM4 (código VIN "P") es una versión de bloque de aluminio del LM7, y tuvo una corta vida de producción, al igual que los vehículos específicos en los que se encuentran los LM4. Los LM4 fabricaban 290 hp (216 kW) y 325 lb⋅ft (441 N⋅m), No debe confundirse con el L33 que se describe a continuación.
Aplicaciones:
| Años      | Modelo                    | Potencia                   | Fuerza                         |
| --------- | ------------------------- | -------------------------- | ------------------------------ |
| 2003–2004 | Isuzu Ascender            | 290 hp (216 kW) @ 5200 rpm | 325 lb⋅ft (441 N⋅m) @ 4000 rpm |
| 2003–2004 | GMC Envoy XL              | 290 hp (216 kW) @ 5200 rpm | 325 lb⋅ft (441 N⋅m) @ 4000 rpm |
| 2003–2004 | Chevrolet SSR             | 290 hp (216 kW) @ 5200 rpm | 325 lb⋅ft (441 N⋅m) @ 4000 rpm |
| 2004      | GMC Envoy XUV             | 290 hp (216 kW) @ 5200 rpm | 325 lb⋅ft (441 N⋅m) @ 4000 rpm |
| 2004      | Buick Rainier             | 290 hp (216 kW) @ 5200 rpm | 325 lb⋅ft (441 N⋅m) @ 4000 rpm |
| 2003–2005 | Chevrolet TrailBlazer EXT | 290 hp (216 kW) @ 5200 rpm | 325 lb⋅ft (441 N⋅m) @ 4000 rpm |

##### L33
El Vortec 5300 L33 (código VIN "B") es una versión de bloque de aluminio del LM7, comercializado como el Vortec 5300 HO. En lugar de los pistones en plato del LM7, el L33 utiliza los pistones planos del 4.8L. También utiliza 799 culatas, idénticas a las 243 piezas fundidas que se encuentran en los LS6 y LS2, careciendo solo de los resortes de válvula de especificación LS6 y las válvulas de escape de vástago hueco. Esta combinación elevó la compresión de 9.5:1 a 10.0:1. El L33 también utilizó un árbol de levas único no compartido con ningún otro motor, las especificaciones @ .050 de duración son: 193 de duración, .482 de elevación, 116 LSA. Como resultado, la potencia aumentó en 15 hp (11 kW), a 310 hp (230 kW) y 335 lb·ft (441 N·m). Solo estaba disponible en camionetas 4WD de cabina corta de cabina extendida. Solo el 25% de las camionetas pickup fabricadas en 2005 tenían un motor L33.
Aplicaciones:
| Años      | Modelo                                           | Potencia                    | Fuerza                         |
| --------- | ------------------------------------------------ | --------------------------- | ------------------------------ |
| 2005–2007 | Chevrolet Silverado 1500 4WD/GMC Sierra 1500 4WD | 310 bhp (231 kW) @ 5200 rpm | 335 lb⋅ft (454 N⋅m) @ 4000 rpm |

### Bloques de perforación de 4.00 pulgadas (1999–2007)
El 6.0 L es una versión más grande del motor LS. Los bloques de 6.0 L fueron fundidos de hierro, diseñados para cerrar la brecha entre los nuevos bloques pequeños y los bloques grandes en aplicaciones de camiones. Había dos versiones de este motor: LQ4 y LQ9, siendo este último más orientado al rendimiento.

#### 6.0 L
El Vortec 6000 es un motor de camión V8. La cilindrada es de 5.967 cc (6,0 L; 364,1 pulgadas cúbicas) desde un diámetro y carrera de 101,6 mm × 92 mm (4,00 pulgadas × 3,62 pulgadas). Es un diseño de hierro / aluminio (los motores del año modelo 1999 y 2000 tenían cabezas de hierro fundido) y produce de 300 a 345 hp (224 a 257 kW) y de 360 a 380 lb⋅ft (488 a 515 N⋅m).

##### LQ4
El Vortec 6000 LQ4 (código VIN "U") es un motor de camión V8. La cilindrada es de 5.967 cc (6,0 L; 364,1 pulgadas cúbicas) desde un diámetro y carrera de 101,6 mm × 92 mm (4,00 pulgadas × 3,62 pulgadas). Es un diseño de hierro / aluminio (los motores del año modelo 1999 y 2000 tenían cabezas de hierro fundido) y produce de 300 a 325 hp (224 a 242 kW) y de 360 a 370 lb⋅ft (488 a 502 N⋅m). Los LQ4 se construyen en Romulus, Michigan y Silao, México.
Aplicaciones:
| Años      | Modelo                                          | Potencia                           | Fuerza                                 |
| --------- | ----------------------------------------------- | ---------------------------------- | -------------------------------------- |
| 1999–2006 | Chevrolet Silverado 1500HD/2500HD/3500HD Denali | 300 bhp (224 kW) @ 4400 rpm        | 360 lb⋅ft (488 N⋅m) @ 4000 rpm         |
| 2000–2001 | GMC Sierra C3                                   | 325 bhp (242 kW) @ 5200 rpm        | 370 lb⋅ft (502 N⋅m) @ 4000 rpm         |
| 2002–2006 | GMC Sierra Denali                               | 325 bhp (242 kW) @ 5200 rpm        | 370 lb⋅ft (502 N⋅m) @ 4000 rpm         |
| 2000–2006 | Chevrolet Suburban/GMC Yukon XL Denali          | 300–320 CV (224–239 kW) @ 5200 rpm | 355–375 lb⋅ft (481–508 N⋅m) @ 4000 rpm |
| 2002–2007 | Hummer H2                                       | 316–325 CV (236–242 kW) @ 5200 rpm | 360–365 lb⋅ft (488–495 N⋅m) @ 4000 rpm |
| 2000–2006 | GMC Sierra Denali                               | 325–335 CV (242–250 kW) @ 5200 rpm | 370–380 lb⋅ft (502–515 N⋅m) @ 4000 rpm |
| 2003–2008 | Chevrolet Express/GMC Savana                    | 300–325 CV (224–242 kW) @ 4400 rpm | 360–375 lb⋅ft (488–508 N⋅m) @ 4000 rpm |

##### LQ9
El Vortec HO 6000 o VortecMAX (código VIN "N") es una versión especial de alto rendimiento del motor de camión Vortec 6000 V8 diseñado originalmente para Cadillac en 2002. Este motor fue renombrado como VortecMAX para 2006. Cuenta con pistones planos de alta compresión (10:1) para un extra de 20 hp (15 kW) y 10 lb⋅ft (14 N⋅m), lo que eleva la potencia a 345 hp (257 kW) y 380 lb⋅ft (515 N⋅m). LQ9 vino exclusivamente con 4.10 marchas. Los LQ9 se construyen solo en Romulus, Michigan.
| Aplicación                                                                                            |
| --- |
| 2002–2006 Cadillac Escalade AWD                                                                       |
| 2006 Cadillac Escalade 2WD                                                                            |
| 2002–2006 Cadillac Escalade EXT                                                                       |
| 2003–2006 Cadillac Escalade ESV                                                                       |
| 2003–2007 Chevrolet Silverado SS                                                                      |
| 2004–2006 Chevrolet Silverado and GMC Sierra Vortec HO Edition, Silverado/Sierra Performance Edition2 |
| 2005–2006 GMC Sierra Denali pickup and Yukon Denali                                                   |
| 2007 Classic Chevrolet Silverado and GMC Sierra VortecMAX & Silverado/Sierra Performance Edition      |